# 雪原の追跡
雪原の追跡（せつげんのついせき、Dangerous Mission)は1954年に公開されたテクニカラースリラー映画。  
出演ヴィクター・マチュア、パイパー・ローリー、ヴィンセント・プライス、ウィリアム・ベンディックス。製作アーウィン・アレン。監督ルイス・キング。公開RKO。この映画は現在は3D映画技術が使われていることで知られている。 

## キャスト
※括弧内は日本語吹替（テレビ版）
- マット・ハレット：ヴィクター・マチュア（大塚周夫）
- ルイーズ・グレアム：パイパー・ローリー（沢阿由美）
- ジョー・パーカー：ウィリアム・ベンディックス
- ポール・アダムス：ヴィンセント・プライス（井関一）
- メアリー・ティラー：ベッタ・セント・ジョン（五月女道子）
- プルイット：デニス・ウィーバー